# Srpnový puč
Srpnový puč označuje neúspěšný pokus o státní převrat v Sovětském svazu ve dnech 19. až 21. srpna 1991. Důsledkem puče bylo urychlení procesu rozpadu Sovětského svazu a mocenský vzestup Borise Jelcina na úkor Michaila Gorbačova.
Skupina funkcionářů z konzervativního křídla Komunistické strany znepokojená vývojem v zemi po Gorbačovových reformách vytvořila osmičlenný tak zvaný Státní výbor pro výjimečný stav, který se pokusil zemi ovládnout. Puč nezískal podporu většiny ozbrojených sil a navíc se setkal s odporem obyvatel. Po třech dnech byl potlačen a hlavní aktéři zatčeni a souzeni.

## Pozadí
Roku 1985 Gorbačov zahájil program reforem, jehož hlavními prvky byly ekonomické a politické změny, známé jako perestrojka a glasnosť. Tyto změny se však setkaly s nesouhlasem levého křídla samotné KSSS. Odpor vůči reformám sílil se zhoršující se ekonomickou a politickou situací v Sovětském svazu. V červnu 1991 několik stranických funkcionářů a spisovatelů publikovalo otevřený dopis „Slovo k lidu“, který byl chápán jako manifest proti perestrojce. Navíc začaly získávat prostor snahy o větší nezávislost neruské populace, která nyní pociťovala šanci k většímu sebeurčení. V sovětském režimu narůstaly obavy, že některé, nebo dokonce všechny svazové republiky ze Sovětského svazu vystoupí. Po několika jednáních nakonec republiky souhlasily s novou svazovou smlouvou na bázi federace nezávislých republik se společným prezidentem, zahraniční politikou a ozbrojenými silami. Smlouva měla být podepsána 20. srpna 1991. Přestože měla smlouva posílit Svaz, panovaly obavy komunistické strany, že některé menší svazové republiky (především pobaltské) budou nyní trvat na úplné nezávislosti.

## Puč
V pondělí 19. srpna 1991, den před tím, kdy měl Gorbačov a skupina státních představitelů republik budoucí unie podepsat dohodu, pokusila se skupina, která se sama nazývala Státní výbor pro výjimečný stav (Государственный комитет по чрезвычайному положению), uchvátit moc v Moskvě. Všichni účastníci získali své pozice teprve za Gorbačova. Byli to mj.:
- Gennadij Ivanovič Janajev, viceprezident SSSR
- Dmitrij Timofejevič Jazov, ministr obrany
- Vladimir Alexandrovič Krjučkov, předseda KGB
- Valentin Sergejevič Pavlov, předseda vlády
- Boris Karlovič Pugo, ministr vnitra
- Oleg Dmitrijevič Baklanov, člen ÚV KSSS
- Vasilij Alexandrovič Starodubcev, předseda Svazu rolníků
- Alexandr Ivanovič Tizjakov, předseda sdružení státních podniků v průmyslu či stavebnictví

Mezi další spolutvůrce puče patřili:
- Valentin Varennikov, armádní generál, zástupce ministra obrany
- Oleg Šenin, člen politbyra a tajemník ústředního výboru KSSS
- Valerij Boldin, vedoucí oddělení ústředního výboru KSSS
- Jurij Plechanov, generál KGB a vůdce tajných služeb

## Průběh
Výbor oznámil, že Gorbačov je nemocen a tudíž uvolněn ze svých politických úřadů. Viceprezident a vůdce puče, Gennadij Janajev, byl jmenován prozatímním prezidentem.
Samotný Gorbačov byl na začátku pokusu o převrat na dovolené ve Forosu na Krymu. Tam pak byl od odpoledne 18. srpna zadržován v domácím vězení poté, co odmítl schválit vyhlášení výjimečného stavu a předat své pravomoci na viceprezidenta. Zůstal zde až do konce puče o tři dny později.
V Moskvě a v Leningradě následovaly velké demonstrace proti vůdcům puče. Pokus o převrat selhal, neboť pučisté nezískali podporu ozbrojených sil. Nezanedbatelnou úlohu však sehrál i odpor vedený tehdejším prezidentem RSFSR Borisem Jelcinem z moskevské vládní budovy, Bílého domu. Během jedné z těchto demonstrací Jelcin, stojící na tanku a s megafonem v ruce, pokus o puč rozhodně odsoudil. Před desetitisíci demonstranty, kteří se shromáždili před parlamentem, vylezl Jelcin na tank a požadoval návrat Gorbačova. Současně promlouval k vojákům: „Nebuďte slepým nástrojem zločinných úmyslů dobrodruhů!“ Tento výstup, silně kontrastující s Janajevovou nevýraznou televizní řečí, byl jedním z nejpamětihodnějších momentů převratu a posílil Jelcinovu pozici.

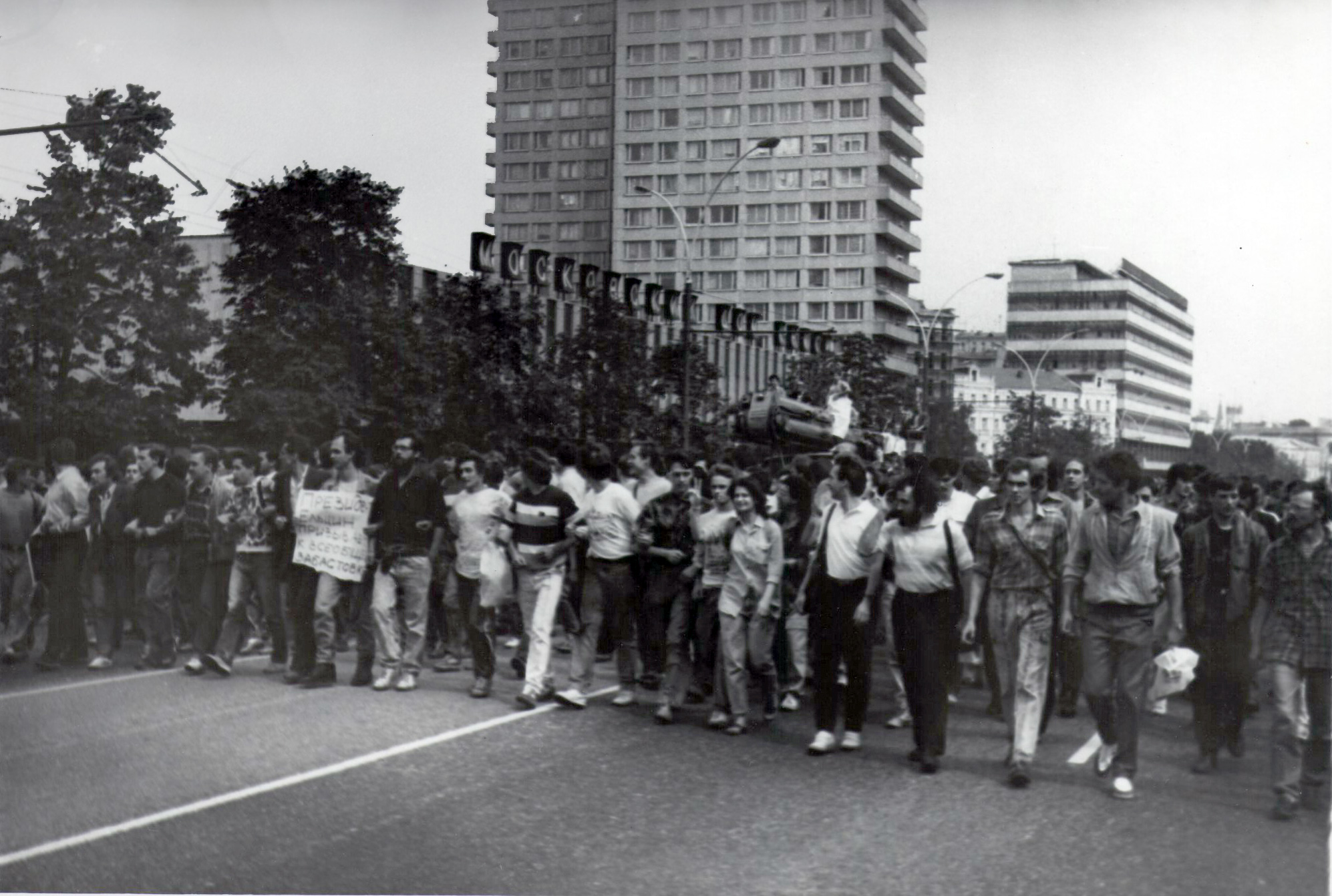
Pochod demonstrantů od Kremlu k Bílému domu, 19. srpna 1991

Na sídlo parlamentu byl naplánován útok, který měla provést speciální jednotka KGB Alfa. Tento plán však naprosto selhal, neboť příslušníci jednotky jednomyslně odmítli splnit rozkaz. Tanková jednotka obkličující Bílý dům přeběhla na stranu legální vlády, tanky pak namířily hlavně směrem ven. V okolních ulicích došlo k několika střetům s demonstranty, při kterých byli tři lidé rozdrceni tanky. Celkově však byl průběh událostí překvapivě nenásilný. Přes počítačovou síť Glasnet a mailboxy byl okolní svět průběžně informován o situaci.
Během 21. srpna se již většina ozbrojených složek přidala na stranu demonstrantů, zbývající byli neutralizováni. Puč selhal a Gorbačov se vrátil do Moskvy. Již v podstatě bez politické moci, slíbil očistit KSSS od konzervativních sil. V listopadu Jelcin vydal dekret, zakazující činnost komunistické strany na území Ruské svazové republiky. Gorbačov následně rezignoval na post generálního tajemníka KSSS, zůstal však prezidentem Sovětského svazu. V prosinci byla zrušena KGB.
Vůdci puče byli zbaveni svých postů a odsouzeni. Většina z nich však byla osvobozena již v letech 1992–1993. Ministr vnitra Pugo spáchal sebevraždu.

## Následky
Po pokusu o převrat se Sovětský svaz definitivně rozpadl. Dosavadní neruské členské republiky jedna po druhé vyhlásily svoji nezávislost na SSSR. Posílený Boris Jelcin převzal kontrolu nad médii a klíčovými vládními úřady. Postupně odstavil od moci Michaila Gorbačova, jenž byl až do svého odstoupení 25. prosince 1991 nejvyšším představitelem dosavadní supervelmoci. Na konci roku 1991 byl rozpad Sovětského svazu dokonán. Od této chvíle existovalo 15 suverénních států, 12 v rámci Společenství nezávislých států. Následnictví po SSSR převzala, pod Jelcinovým vedením, Ruská federace.